# Tetratheca applanata
Tetratheca applanata är en tvåhjärtbladig växtart som beskrevs av R.Butcher. Tetratheca applanata ingår i släktet Tetratheca och familjen Elaeocarpaceae. Inga underarter finns listade i Catalogue of Life.